# 11457 Hitomikobayashi
11457 Hitomikobayashi eller 1981 EF12 är en asteroid i huvudbältet som upptäcktes den 1 mars 1981 av den amerikanska astronomen Schelte J. Bus vid Siding Spring-observatoriet. Den är uppkallad efter Hitomi Kobayashi.
Den tillhör asteroidgruppen Levin.